# Gleichenia alstonii
Gleichenia alstonii là một loài dương xỉ trong họ Gleicheniaceae. Loài này được Holttum mô tả khoa học đầu tiên năm 1957.